# Patricia Cuccia
Patricia Cuccia ist eine kanadische Szenenbildnerin.

## Karriere
Cuccia wurde in Toronto geboren und begann ihre Karriere 1993 mit der Fernsehserie Amanda und Betsy. Danach war sie als Setdekorateurin an über 40 Produktionen beteiligt. Ihre Arbeit an Girls Club – Vorsicht bissig! wurde von Branchenmagazinen als kultig gelobt. Zuletzt arbeitete sie 2024 an Der Brutalist von Brady Corbet und wurde dafür bei der Oscarverleihung 2025 zusammen mit Judy Becker in der Kategorie Bestes Szenenbild nominiert.

## Filmografie (Auswahl)
- 1993: Amanda und Betsy (Fernsehserie, 8 Folgen)
- 1995: Choices of the Heart: The Margaret Sanger Story (Fernsehfilm)
- 1996: Das Geheimnis der Mary Swann
- 1997: Das süße Jenseits
- 1997: Shadow Zone: My Teacher Ate My Homework
- 1998: Bad as I Wanna Be – Die Dennis-Rodman-Story (Fernsehfilm)
- 1998: Trauma (Fernsehfilm)
- 1998: Die letzte Nacht
- 1998: Boy Meets Girl – Liebe wirkt Wunder
- 2000: Blond und skrupellos
- 2000: Loser – Auch Verlierer haben Glück
- 2002: Ararat
- 2003: Blizzard – Das magische Rentier
- 2003: Cold Creek Manor – Das Haus am Fluss
- 2004: Girls Club – Vorsicht bissig!
- 2004: Anonymus Rex (Fernsehfilm)
- 2005: Brokeback Mountain
- 2005: Burnt Toast
- 2005: Im Dutzend billiger 2 – Zwei Väter drehen durch
- 2007: Talk to Me
- 2007: My Name is Sarah (Fernsehfilm)
- 2009: Die Frau des Zeitreisenden
- 2010: Casino Jack
- 2011: Falling Skies (Fernsehserie, 10 Folgen)
- 2012: Foxfire
- 2013: The Guest (Kurzfilm)
- 2013: Born to Dance – Zwei Herzen. Ein Beat.
- 2015: Life
- 2015: Pay the Ghost
- 2016: My Big Fat Greek Wedding 2
- 2016: Recon (Fernsehfilm)
- 2018: Anon
- 2018: Titans (Fernsehserie, 11 Folgen)
- 2020: Der Spion von nebenan
- 2020: Dare Me (Fernsehserie, 7 Folgen)
- 2022: Sneakerella
- 2022: Amsterdam
- 2022: Chucky (Fernsehserie, 8 Folgen)
- 2023: Das Erwachen der Jägerin
- 2024: Code 8 – Teil II
- 2024: Der Brutalist

## Auszeichnungen (Auswahl)
- 1997: Genie-Award-Nominierung in der Kategorie Bestes Szenenbild für Das süße Jenseits
- 1999: Genie-Award-Nominierung in der Kategorie Bestes Szenenbild für Die letzte Nacht
- 2000: Genie-Award-Nominierung in der Kategorie Bestes Szenenbild für Boy Meets Girl – Liebe wirkt Wunder
- 2025: Critics’-Choice-Movie-Award-Nominierung in der Kategorie Bestes Szenenbild für Der Brutalist
- 2025: Satellite-Award-Nominierung in der Kategorie Bestes Szenenbild für Der Brutalist
- 2025: BAFTA-Nominierung in der Kategorie Bestes Szenenbild für Der Brutalist
- 2025: Oscar-Nominierung in der Kategorie Bestes Szenenbild für Der Brutalist